# Cody Miller
Pour les articles homonymes, voir Miller.
Cody Miller, né le 9 janvier 1992 à Billings, est un nageur américain.
Il remporte la médaille de bronze du 100 m brasse aux Jeux olympiques d'été de 2016 à Rio de Janeiro et la médaille d'or au relais 4 × 100 m 4 nages. Il est double champion du monde 2015 et 2017 de ce même relais.

## Palmarès

### Championnats du monde

#### Grand bassin
- Championnats du monde 2015 à Kazan :
  -  Médaille d'or du relais 4 × 100 m quatre nages (participe uniquement aux séries)
- Championnats du monde 2017 à Budapest :
  -  Médaille d'or du relais 4 × 100 m quatre nages (participe uniquement aux séries)